# Nycklar (växter)
För andra betydelser, se Nycklar.
Nycklar (Orchis) är ett släkte av orkidéer. Nycklar ingår i familjen orkidéer.

## Bildgalleri

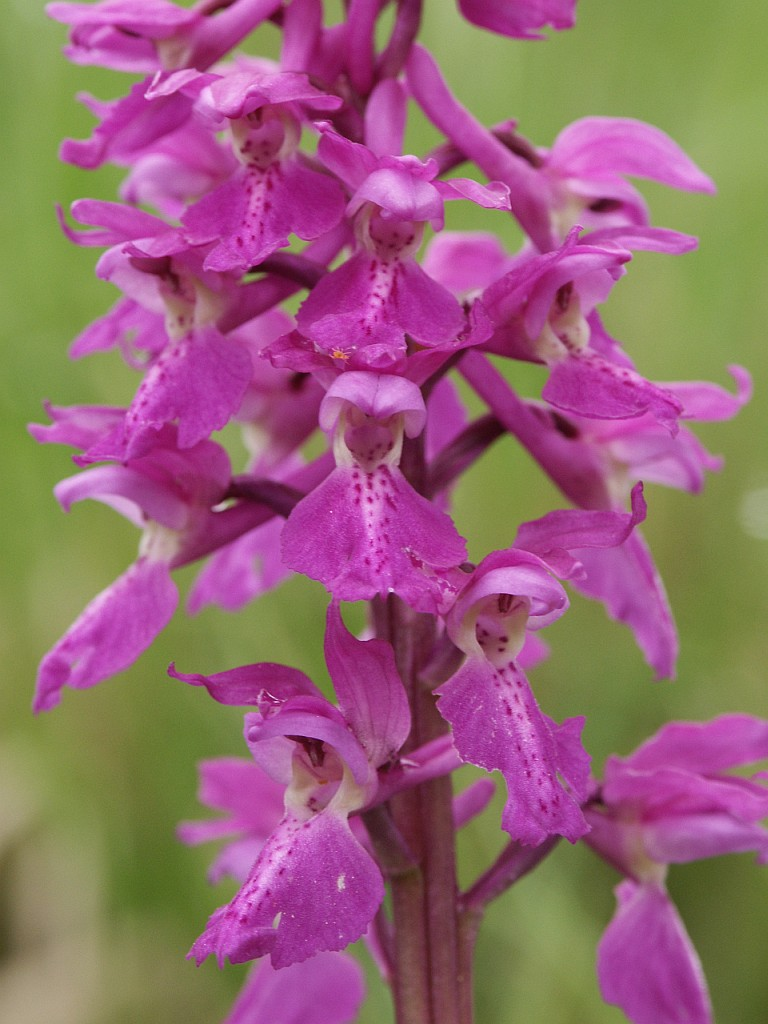
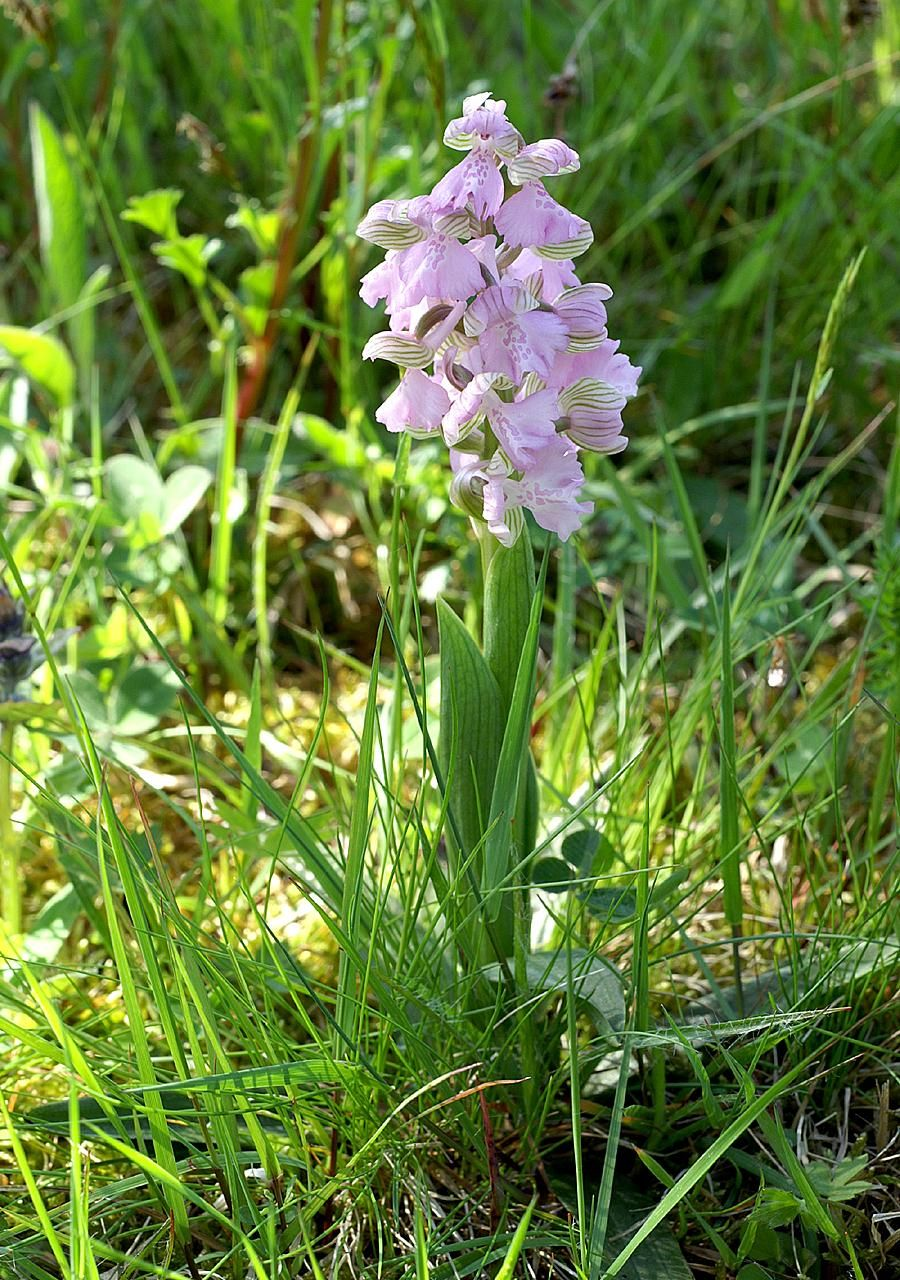
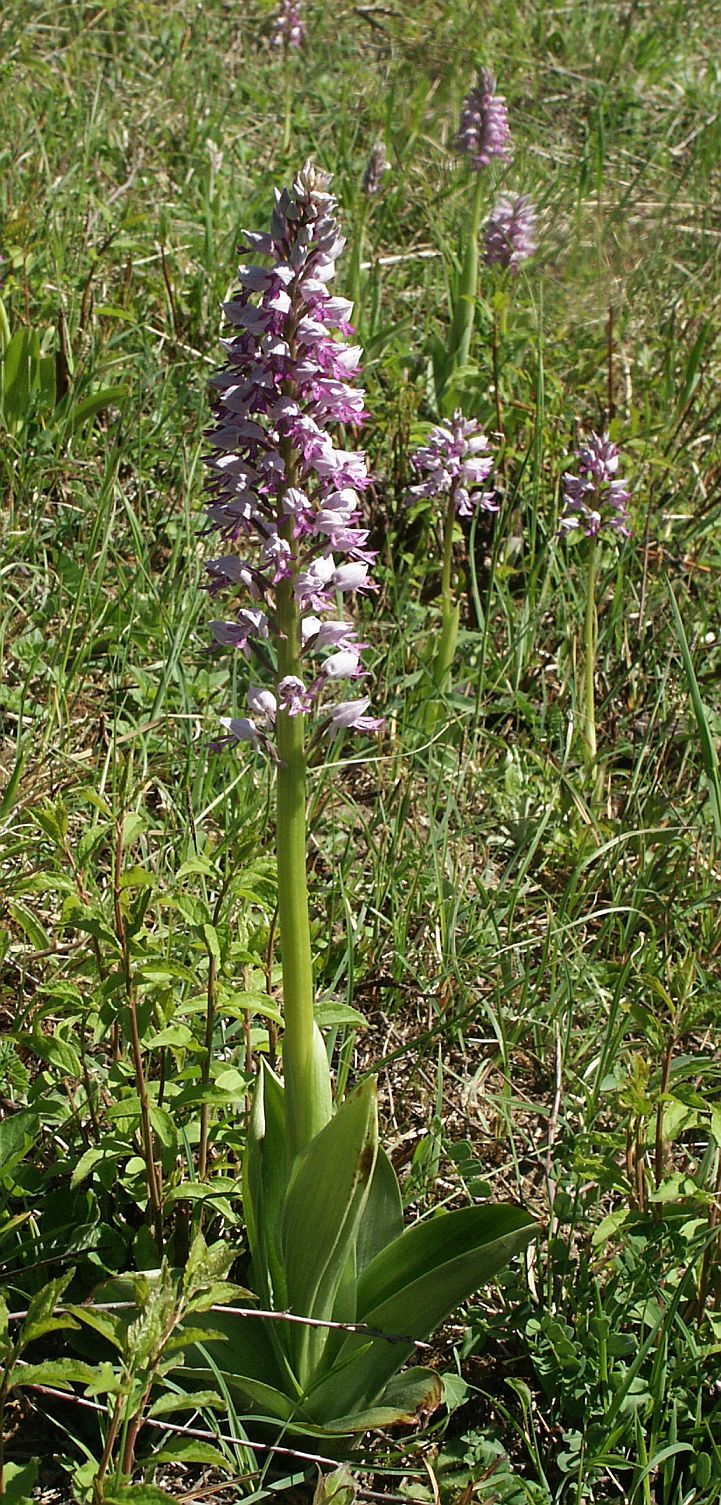
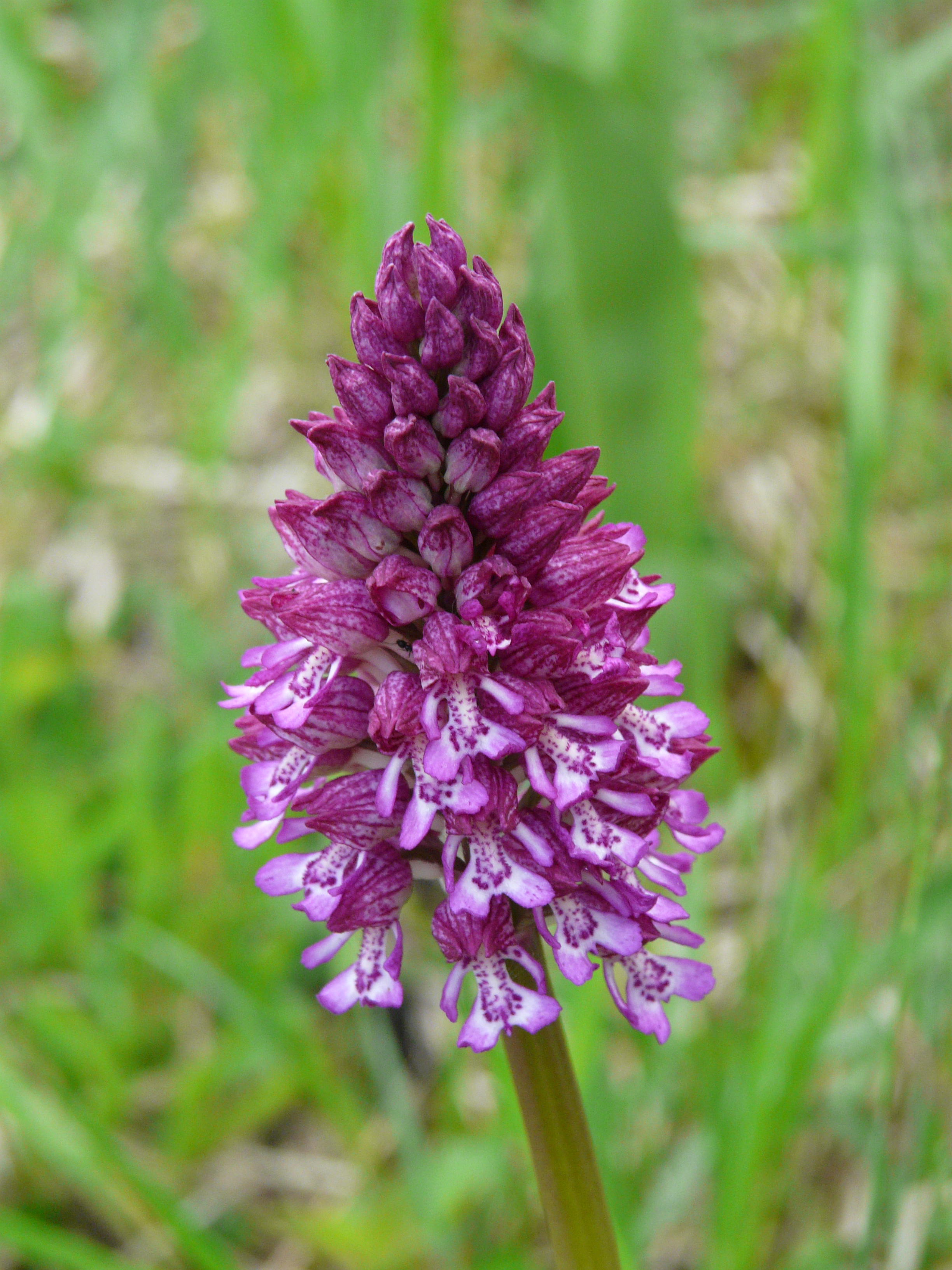
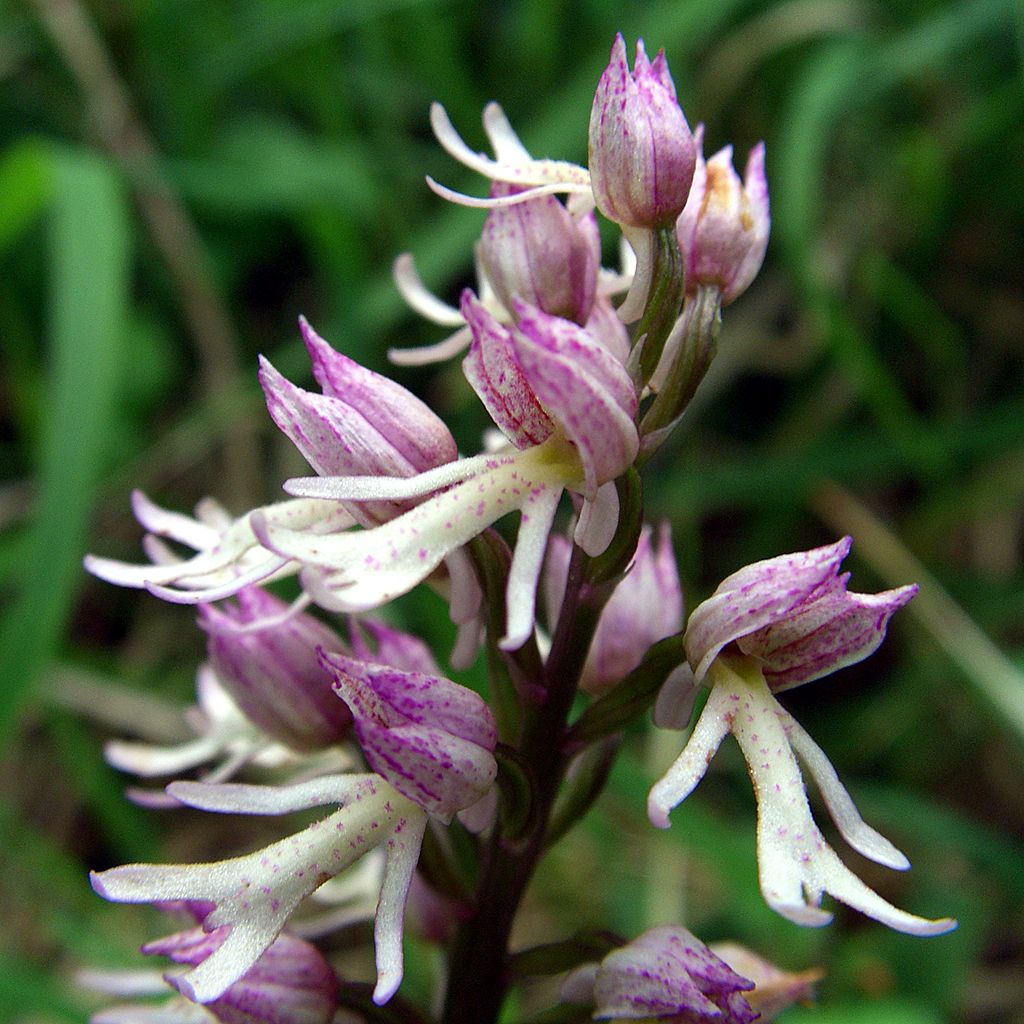

## Dottertaxa till Nycklar, i alfabetisk ordning[1]
- Orchis adenocheila
- Orchis algeriensis
- Orchis anatolica
- Orchis angusticruris
- Orchis anthropophora
- Orchis aurunca
- Orchis bergonii
- Orchis beyrichii
- Orchis bispurium
- Orchis bivonae
- Orchis brancifortii
- Orchis buelii
- Orchis caesii
- Orchis calliantha
- Orchis celtiberica
- Orchis chabalensis
- Orchis clandestina
- Orchis colemanii
- Orchis fitzii
- Orchis galilaea
- Orchis hybrida
- Orchis italica
- Orchis klopfensteiniae
- Orchis kretzschmariorum
- Orchis laeta
- Orchis ligustica
- Orchis loreziana
- Orchis lucensis
- Orchis macra
- Orchis mascula
- Orchis militaris
- Orchis olbiensis
- Orchis palanchonii
- Orchis pallens
- Orchis patens
- Orchis pauciflora
- Orchis penzigiana
- Orchis permixta
- Orchis petterssonii
- Orchis plessidiaca
- Orchis provincialis
- Orchis pseudoanatolica
- Orchis punctulata
- Orchis purpurea
- Orchis quadripunctata
- Orchis serraniana
- Orchis sezikiana
- Orchis simia
- Orchis sitiaca
- Orchis spitzelii
- Orchis spuria
- Orchis subpatens
- Orchis thriftiensis
- Orchis tochniana
- Orchis troodi
- Orchis willingiorum
- Orchis wulffiana